# 雪月花
雪月花（讀法為或）是日本的慣用語之一，代表自然界的美麗景物，和語叫。其典故出自中國唐朝詩人白居易的七言律詩《寄殷協律》：
| 五歲優游同過日，一朝消散似浮雲。 琴詩酒伴皆拋我，雪月花時最憶君。 幾度聽雞歌白日，亦曾騎馬詠紅裙。 吳娘暮雨蕭蕭曲，自別江南更不聞。 |

雪月花在日本文學中最早可見於《萬葉集》大伴家持的和歌：
| 雪の上に 照れる月夜に 梅の花 折りて 贈らむ 愛しき児もがも |

後來也作為歌詠時的題目。其觀念在進入庶民生活後更演變為評選、分級或命名時的參考標準，例如日本的三景和三名園是以「雪月花」為評選標準的說法即廣為人知。
|        | 雪     | 月     | 花     |
| ------ | ------ | ------ | ------ |
| 三景   | 天橋立 | 松島   | 宮島   |
| 三名園 | 兼六園 | 後樂園 | 偕樂園 |

由於雪月花的悠久歷史與傳統，散發著古色古香的風情，因而成為和歌擬作時的重要元素之一。